# Сайнябули (провинция)

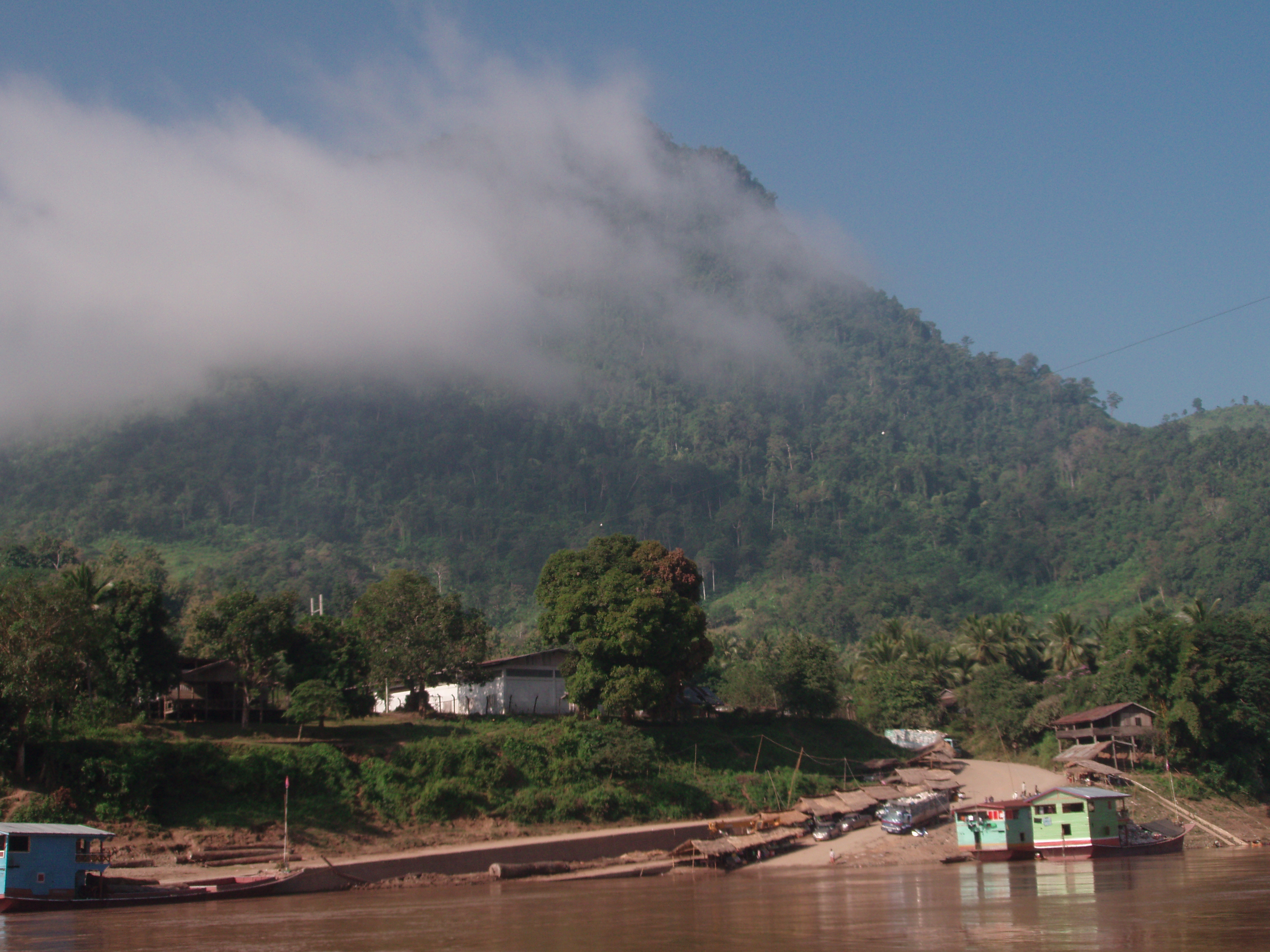
Город Сайнябули

Сайнябули́ (лаос. ໄຊຍະບູລີ) — провинция (кхвенг) на северо-западе Лаоса на западном берегу Меконга. Граничит с провинциями Удомсай на севере, Луангпхабанг и Вьентьян на востоке, а также с Таиландом на западе.

## История
В 1904 году эта территория была отторгнута Францией у Сиама и стала частью «Автономного протектората Лаос». В 1941 году, после франко-тайской войны, Таиланд вновь забрал эту территорию себе, однако по окончании Второй мировой войны в 1946 году эта территория была вновь передана в состав Лаоса. В конце 1980-х, из-за неясности в точном прохождении проведённой французскими властями в 1906 году линии границы, провинция Сайянбули стала одной из тех зон, где шла тайско-лаосская пограничная война.

## Административное деление
Провинция разделена на следующие районы:
1. Ботен (8-09)
2. Хонгса (8-03)
3. Кэнтхау (8-08)
4. Кхоп (8-02)
5. Нгеун (8-04)
6. Паклай (8-07)
7. Пхьянг (8-06)
8. Тхонгмисай (8-10)
9. Сайнябули (8-01)
10. Сянгхон (8-05)